# 송 상공
송 상공(宋 殤公)은 송나라(宋)의 제15대 군주(재위 : 기원전 719년 ~ 기원전 711년)이며, 그의 숙부인 송 선공에게 왕위를 양도받아 송후(宋侯)가 되었다.

## 생애
그가 왕위에 오른 지 몇 년 후, 주 환왕(周桓王)이 정나라 정 장공을 치나 대패하고 정나라의 대부 축담에게 부상을 당하자, 송 상공은 나날이 강해지는 정나라(鄭)를 누를 때가 왔다고 생각하였다. 송 상공은 곧바로 송나라 땅에서 제후들을 불러모은 뒤, 주 환왕에게 사신을 보내 정을 쳐도 좋다는 윤허를 받았다.
그러나 송 상공의 진짜 속셈은 정나라에 도망가 있는 공자 빙을 죽이려는 것이었다. 공자 빙은 송 선공의 아들이자, 송 상공의 사촌인데, 송 상공이 양위받자, 목숨을 위협받고 정으로 도망와 있는 것이었다. 송 상공은 곧 진(秦), 진(陳), 조(曺), 위(衛)등 네 나라를 이끌고 정나라의 역성을 함몰한 뒤, 정성을 향해 진격했다. 정 장공은 그들의 속셈을 알고, 공자 빙을 장갈로 보내어 송나라군을 유인하고 네 나라의 군사들을 모두 돌려보냈다. 공자 빙은 곧 정나라와 협동작전을 펼쳐, 장갈과 역성에서 승리를 거둔 뒤 송나라군을 쫓아보냈다.
그 후 송 상공은 더 전쟁을 일으키려 했으나, 뜻대로 되지 않자 송성에서 그냥 있었다. 그 무렵 송 상공과 대부 화독이란 자가 말다툼으로 인하여 사이가 나빠지기 시작했다. 대부 화독은 장차 자기가 송 상공에게 죽으리라는 것을 알고 먼저 선수를 치기로 하였다. 그 후, 송 상공이 연회를 열고 송성으로 돌아올 때, 화독은 수십 명의 자객을 시켜 성으로 들어가는 송 상공을 죽였다. 그리하여 송 상공은 죽고, 대부 화독은 공자 빙을 장갈에서 모셔와 군위에 세우니, 그가 송 장공이다.
| 전 임 송 목공 | 제15대 송나라의 군주 기원전 719년 ~ 기원전 711년 | 후 임 송 장공 |